# Bathytroctes
Bathytroctes is een geslacht van straalvinnige vissen uit de familie van gladkopvissen (Alepocephalidae).

## Soorten
- Bathytroctes breviceps Sazonov, 1999
- Bathytroctes elegans Sazonov & Ivanov, 1979
- Bathytroctes inspector Garman, 1899
- Bathytroctes macrognathus Sazonov, 1999
- Bathytroctes macrolepis Günther, 1887
- Bathytroctes michaelsarsi Koefoed, 1927
- Bathytroctes microlepis Günther, 1878
- Bathytroctes oligolepis (Krefft, 1970)
- Bathytroctes pappenheimi (Fowler, 1934)
- Bathytroctes squamosus Alcock, 1890
- Bathytroctes zugmayeri Fowler, 1934